# Cypern ved sommer-OL 2012
Cypern deltog ved Sommer-OL 2012 i London som blev arrangeret i perioden 27. juli til 12. august 2012.

## Medaljer
| 2012 London | Guld | Sølv | Bronze | Total |
| Cypern      | 0    | 1    | 0      | 1     |

### Medaljevindere
| Medalje | Navn            | Sport     | Øvelse         |
| ------- | --------------- | --------- | -------------- |
| Sølv    | Pavlos Kontides | Sejlsport | Laser (herrer) |